# Верхняя Савойя
Ве́рхняя Савойя (фр. Haute-Savoie, окс. Nauta Savòia, франкопров. Hôta-Savouè) — департамент на востоке Франции, один из департаментов региона Овернь — Рона — Альпы. Порядковый номер — 74. Административный центр — Анси (Аннеси). Население — 807 360 человек (28-е место среди департаментов, данные 2017 г.).

## География
Площадь территории — 4388 км². Департамент расположен в Альпах и граничит с Италией и Швейцарией. Здесь находятся гора Монблан и озеро Анси, здесь же находится город Эвиан со всемирно известным источником минеральной воды. Ещё одна достопримечательность — пещера Мирольда, глубиной 1733 м, вторая по глубине в мире.

## История
До середины XIX века Савойя принадлежала Савойской герцогской династии. В марте 1860 года присоединена к Франции по Туринскому договору.

## Административное деление
Департамент включает 4 округа, 34 кантона и 294 коммуны.
Округа:
- Анси
- Бонвиль
- Сен-Жюльен-ан-Женевуа
- Тонон-ле-Бен

## Население
Большинство населения — французы. Среди верующих большинство исповедуют католицизм.

## Достопримечательности
- Монтротье — средневековый каменный замок.
- Шатовьё ― средневековый каменный замок.